# Marano (San Marino)

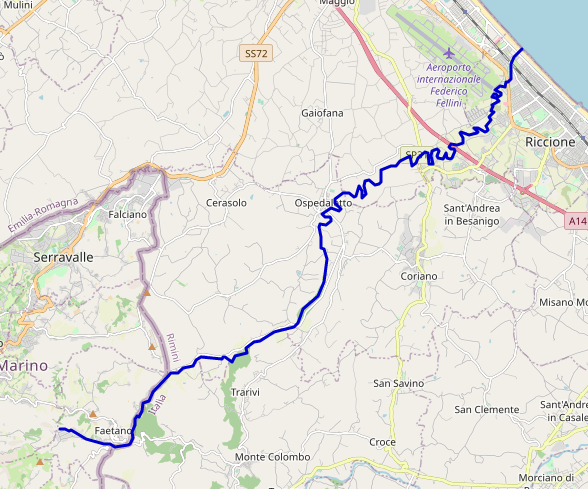
Loop van de Marano.

De Marano stroomt van San Marino via de provincie Rimini naar de Adriatische Zee. Het net geen 30 kilometer lange riviertje ontspringt ten zuidoosten van Domagnano. Het vormt een klein deel van de oostgrens (van Sanmarinese kant gezien) met Italië. Van de weinige waterlopen van het stadstaatje is het de langste. De rivier kent een voor het gebied typisch karakter, waarbij er na een tijd van droogte door plotselinge regen ineens een stortvloed aan water kan stromen.
De monding bevindt zich tussen het vliegveld van Rimini en de badplaats Riccione.